# Kaj Baagø
Kaj Baagø (15. maj 1926 i Aarhus - 21. november 1987 i New Delhi) var en dansk præst, missionær, ulandshjælpsmedarbejder og ambassadør.

## Baggrund
Kaj Baagø voksede op i et stærkt indremissionsk miljø som søn af toldforvalter Hans Baagø-Hansen og Esther Baagø-Hansen, og barndommen kom i første omgang til at præge hans valg af uddannelse og arbejdsfelt. Han blev dr. theol. fra Århus Universitet i 1958 og året efter udsendt af Dansk Missionsselskab (nu Danmission) til Bangalore i Indien for at undervise indiske præstestuderende.
Kaj Baagø var aktiv i den danske modstandsbevægelse under 2. verdenskrig. Han blev gift med Kirsten Blom Salmonsen (Kirsten Blom Baagø 1925-2005) og var far til to børn.

## Brud med missionen
Samtidig med at han fra Bangalore gennemførte omfattende forskning i kristendommens møde med Indien, søgte han udenfor de kristne miljøer og fik kontakt med repræsentanter fra forskellige indiske trosretninger og samfundslag.
Som årene gik fandt han det svært at argumentere for kristendommens overlegenhed i forhold til andre religioner og stillede spørgsmålstegn ved den kristne missions evne til at skabe sociale fremskridt.
Tvivlen førte til et brud med Dansk Missionsselskab og senere med den danske folkekirke, som han forlod i 1972.

## Danida
Efter bruddet med missionen i 1968 blev Kaj Baagø ansat som konsulent i Danida. Her blev han pioner inden for ulandshjælp og bistandsarbejde.
Han blev udnævnt til bistandsattaché på den danske ambassade i New Delhi og senere chargé d'affaires i Bangladesh.
Som chef for Danidas Asienskontor stod han bl.a. bag opbygningen af Noakhali-projektet i Bangladesh, hvor flere hundrede tusinde børn og voksne lærte at læse og skrive i en omfattende indsats mod analfabetisme.
Under sin embedsperiode var han med til at fastholde, at ulandshjælp skal rettes mod de fattigste, den såkaldte fattigdomsorientering.
Han afsluttede sin karriere i Danida som souschef og chef for den bilaterale bistand.

## Prismodtager og ambassadør
Kaj Baagø blev den første modtager af Nairobiprisen  som er stiftet af danske ulands-journalister.
Han blev – som en af få ikke-karriere-diplomater – udnævnt til dansk ambassadør og udstationeret i New Delhi i 1985. Sin sidste tjenesterejse gennemførte han i det dengang borgerkrigshærgede Sri Lanka.
Hans død i New Delhi blev omtalt i indiske nyhedsmedier, der beskrev ham som ”en ven af Indien”.
Kaj Baagøs liv er skildret i bogen ”Manden, der ville frelse verden” af den danske journalist Jørgen Harboe (ISBN 978-87-7467-048-3).
Kaj Baagø er begravet på Tibirke Kirkegård.

## Bøger af Kaj Baagø
- Magister Jakob Christian Lindberg (disputats, 380 s.), Gad 1958.
- Vækkelse og kirkeliv i København og omegn, 202 s.. Bind I i serien: Vækkelsernes Frembrud i Danmark i 1. halvdel af det 19. århundrede. Gad 1960.
- Verdens religioner. Baagø skrev kapitlet om hinduismen. Politikens forlag, 1964. (Senere udgivet som Håndbog i Verdesn religioner, Politiken 1982.
- A History of the National Christian Council of India 1914-64, 89 s., NCC India 1965.
- The Movement around Subha Rao, 31 s. Bangalore: CISRS/Madras: CLS 1968.
- Pioneers of Indigenous Christianity, 214 s., Bangalore: CISRS/Madras: CLS 1969.
- A Bibliography of Indian Theology, 102 s, (Library of Indian Christian Theology), Madras CLS for UTC, Bangalore 1969.
- Missionens krise (antologi, som Baagø bidrog til), 55 s., DMS Synspunkt særnummer, 1970.
- Jai Hind – en bog om Indien. Antologi ved Jørgen Milwertz med bidrag af Kaj Baagø om det indiske samfunds kulturgrundlag. Mellemfolkeligt Samvirke (MS) 1970
- Politik og religion i Indien, 39.s., MS 1973
- Indien – en økonomisk og politisk oversigt, 81.s., Danida. Flere udgaver skrevet af Baagø 1974-85.
- Bangladesh – en økonomisk og politisk oversigt, Danida. Flere udgaver Flere udgaver skrevet af Baagø 1975, 1977 og muligvis senere .
- Samsara. Tekster til Hinduismen, 303 s., Gyldendal 1978.